# خانه کمپانی (شیراز)
خانه کمپانی مربوط به دوره قاجار است و در شیراز، محله گو عربان، خیابان لطفعلی خان زند، پشت مدرسه خان واقع شده و این اثر در تاریخ ۸ مرداد ۱۳۸۱ با شمارهٔ ثبت ۶۰۷۴ به‌عنوان یکی از آثار ملی ایران به ثبت رسیده است.